# Rudolf Puls
Rudolf Puls (* 4. Mai 1879 in Kambs; † 30. Juli 1950 in Rostock) war ein deutscher Pädagoge, Verwaltungsbeamter und Politiker (SPD).

## Leben und Beruf
Rudolf Puls wurde am 4. Mai 1879 als Sohn eines Stellmachers in Kambs bei Röbel geboren. Er besuchte von 1898 bis 1900 das Lehrerseminar in Neukloster, war im Anschluss zunächst als Lehrer in Schwerin und seit 1901 in gleicher Funktion in Rostock tätig. Während der Zeit der Weimarer Republik war Puls Regierungsrat im Unterrichtsministerium des Freistaates Mecklenburg-Schwerin. 1927 erhielt er die Ernennung zum Landesschulrat. Nach der Machtübernahme der Nationalsozialisten wurde Puls 1933 aus dem Staatsdienst entlassen. Seit 1945 war er als Regierungsdirektor in Schwerin tätig. Rudolf Puls verzog 1949 nach Rostock, wo er am 30. Juli 1950 verstarb.

## Politik
Puls trat in die SPD ein und war Erster Stellvertreter des Stadtverordnetenvorstehers in Rostock. Vom 19. Januar bis zum 7. April 1921 amtierte er als Staatsminister für Unterricht, Kunst, geistliche- und Medizinalangelegenheiten in der von Ministerpräsident Johannes Stelling geführten Regierung des Freistaates Mecklenburg-Schwerin.